# Grevillea lanigera
Espèce
Classification phylogénétique
Grevillea lanigera est une espèce de plantes ornementales de la famille des Proteaceae. C'est un buisson originaire du sud est de l'Australie. 

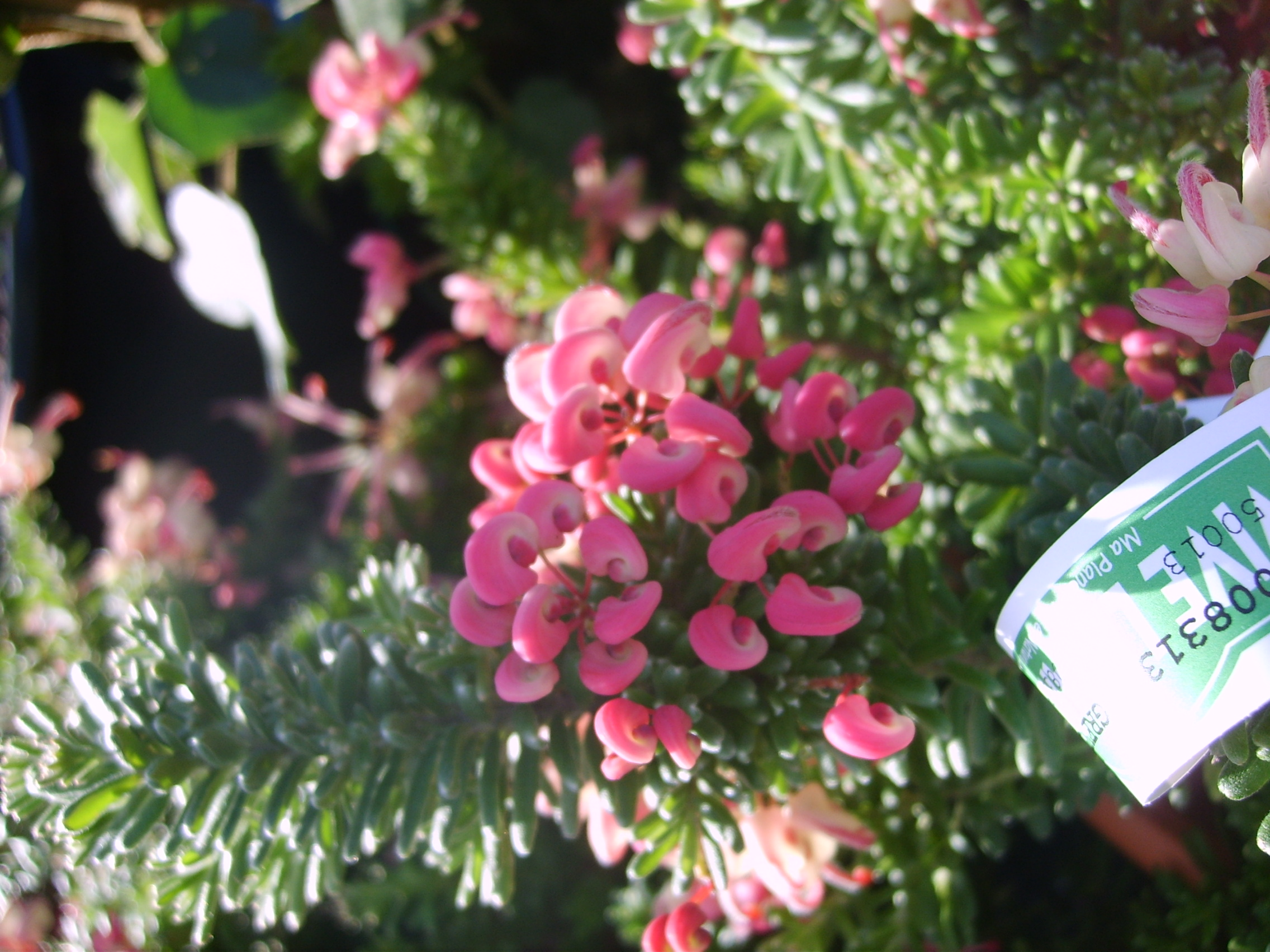
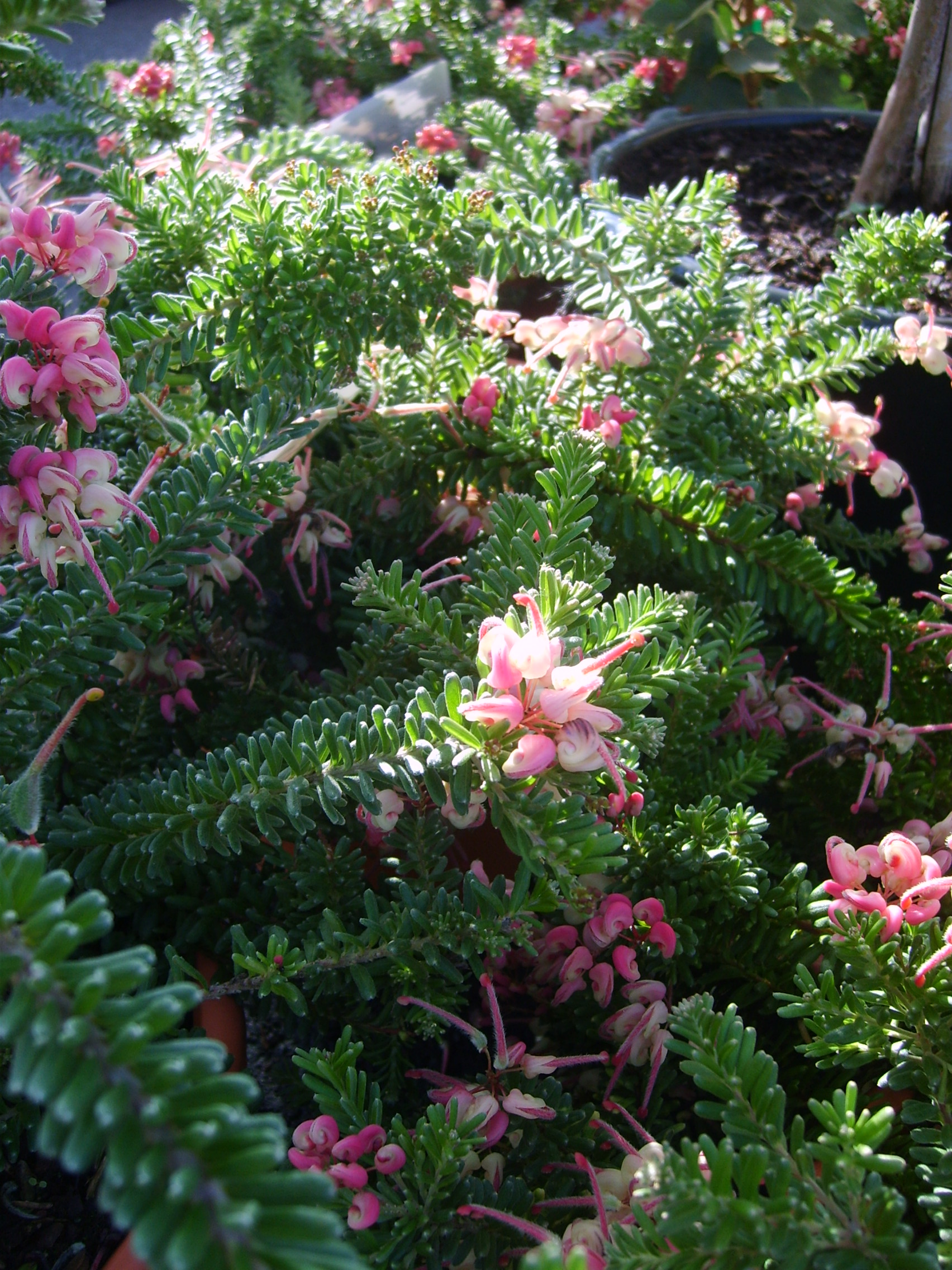

## Synonyme
- Grevillea ericifolia R.Br.